# سكوت كاري (لاعب اتحاد الرغبي)
سكوت كاري (بالإنجليزية: Scott Curry)‏ هو لاعب اتحاد الرغبي نيوزيلندي، ولد في 17 مايو 1988.

## وصلات خارجية
- سكوت كاري على موقع سلسلة سباعيات الرغبي العالمية - رجال (الإنجليزية)
- سكوت كاري على موقع ItsRugby.co.uk (الإنجليزية)
- سكوت كاري على موقع اللجنة الأولمبية الدولية (الإنجليزية)
- سكوت كاري على موقع أوليمبيديا (الإنجليزية)
- سكوت كاري على موقع اللجنة الأولمبية النيوزيلندية (الإنجليزية)
- سكوت كاري على موقع اتحاد ألعاب الكومنولث (مؤرشف) (الإنجليزية)
- سكوت كاري على موقع دورة ألعاب الكومنولث 2014 (مؤرشف) (الإنجليزية)